# نور الرفاعي
نور الرفاعي (بالسويدية: Nour El-Refai)‏ هي مقدمة تلفزيونية وممثلة سويدية، ولدت في 14 نوفمبر 1987 في لبنان.

## وصلات خارجية
- نور الرفاعي على موقع IMDb (الإنجليزية)
- نور الرفاعي على موقع قاعدة بيانات الأفلام السويدية (السويدية)
- نور الرفاعي على موقع قاعدة بيانات الفيلم (الإنجليزية)